# Guillaume Hoarau
Guillaume Hoarau (født 5. marts 1984 på Réunion) er en fransk fodboldspiller, der spiller som angriber i schweiziske BSC Young Boys. Han har tidligere spillet for blandt andet Paris Saint-Germain, Le Havre og Bordeaux.
I sin første sæson i Paris Saint-Germain var Hoarau blandt andet med til at nå kvartfinalerne i UEFA Cuppen.

## Landshold
Hoarau har (pr. marts 2018) spillet fem kampe for det franske landshold.